# Mangup (música)
"Mangup" (em alfabeto cirílico sérvio: Мангуп; tradução portuguesa: "Vilão" ) foi a canção que representou a antiga Jugoslávia no Festival Eurovisão da Canção 1988, interpretada em servo-croata pela banda Srebrna Krila. Na noite do festival, foi a 21.ª e última a ser interpretada, depois da canção portuguesa "Voltarei", interpretada por Dora.No final, a canção jugoslava terminou em sexto lugar, tendo recebido um total de 87 pontos.

## Autores
- Letrista: Rajko Dujmić e Stevo Cvikić
- Música:  Rajko Dujmić
- Orquestrador: Nikica Kalogjera

## Letra
A letra da canção fala com o seu amante e diz-lhe que está à espera dele, mas que ela não vem ao seu encontro, por isso chama-lhe várias vezes "Vilão".

## Versões
A banda gravou o tema também numa verão em inglês intitulada "Rascal".